# Lime (outil)
Pour les articles homonymes, voir Lime.

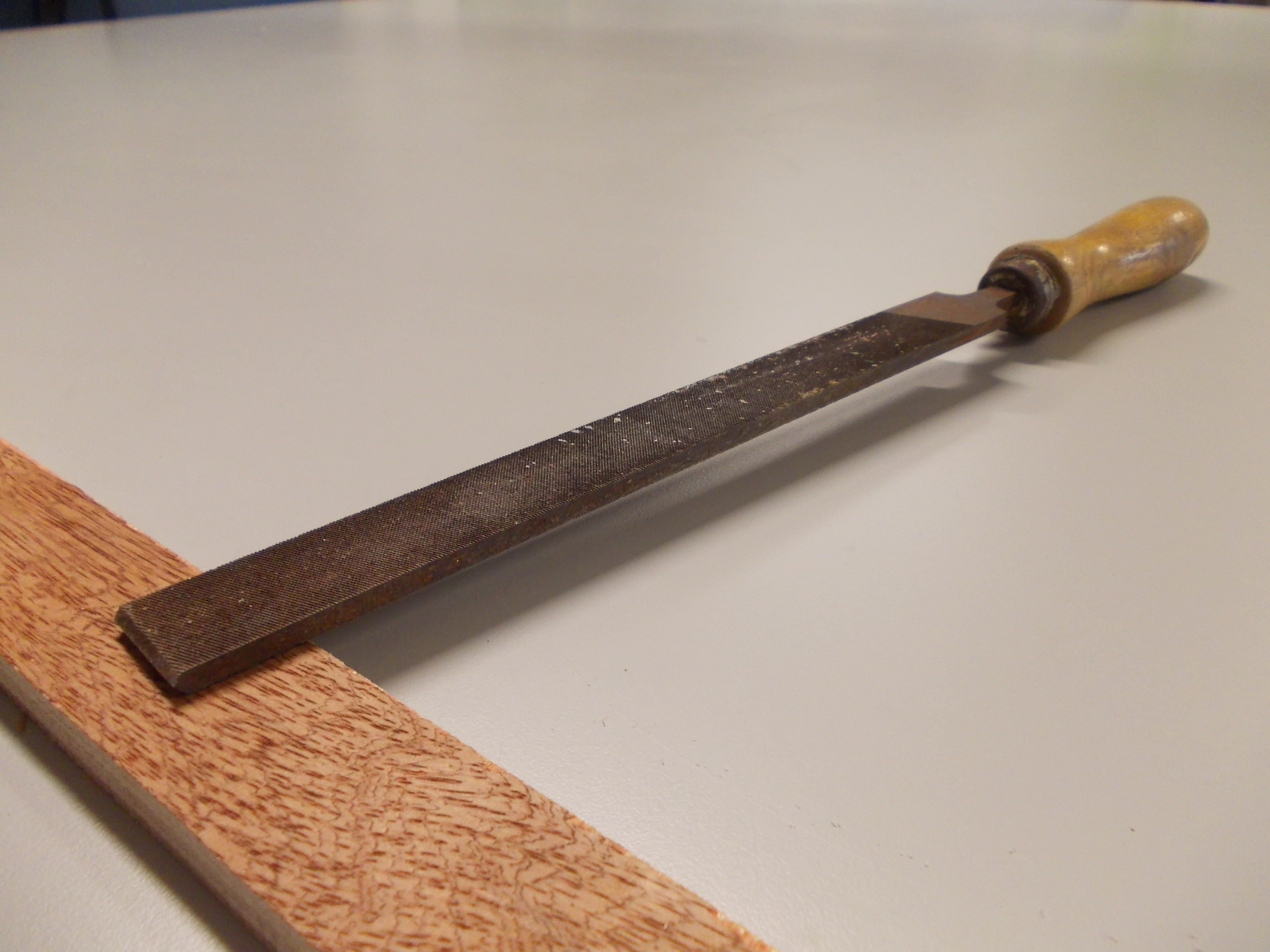
Lime plate à coupe unique.

Une lime est un outil servant à usiner la matière. Une lime travaille par arrachement de petits morceaux du matériau, le travail s'effectue généralement en de multiples passages de la lime sur la pièce à usiner.
Il en existe de multiples formes (plate, ronde, carrée, en feuille de sauge, en pilier) permettant de s'adapter à la forme à obtenir, avec des dessins de la râpe, plus ou moins grossier et, de formes différentes en fonction du matériau à travailler.
Les limes sont couramment fabriquées en acier, les rainures sont martelées ou embouties. En finition, les limes sont durcies par une technique de cémentation ou de trempe. La fabrication artisanale était manuelle, les stries étaient façonnées avec des ciseaux frappés au marteau (quelques milliers de stries pour une lime et autant de coups de marteau sur un ciseau ajusté au 1/10 de mm).
En général, une lime est utilisée sur les métaux (des outils) alors qu'une râpe est utilisée pour le bois. Les tailleurs de pierres calcaires utilisent aussi des limes directement sur des parties plus dures d'une roche demi-ferme.

## Histoire
Vers le XVIe siècle, la lime se développe dans beaucoup de métiers pour l'acérage. L'outil est devenu indispensable pour les serruriers.

### Fabrication des limes

Animation d'artiste d'un machine à fabriquer les limes dessinée par Léonard de Vinci.

La fabrication des limes (on disait jadis ‘‘la taille’’ des limes) s’est développée au XIVe siècle, spécialement en Allemagne, où Nuremberg était réputée dans ce domaine. Au XVe siècle l’Angleterre s’est lancée dans cette technologie et y a si bien réussi que les limes anglaises ont dominé le marché jusqu’au début du XXe siècle.
La pièce à tailler avec la machine à tailler les limes était évidemment en acier non trempé ; placée sur la machine, elle était percutée à espaces réguliers par un outil très dur en forme de coin (analogue, du moins par son extrémité, à nos actuels burins). La percussion de cet outil créait une marque en creux tout en surélevant également par contrecoup le métal de la future lime (ce qui créait l’outil élémentaire apte à couper le bois ou le métal). Selon que l'on désirait une lime fine ou grossière (pour la finition ou pour emporter plus de matière lors de l'ébauche) on réalisait avec l'outil des percussions plus rapprochées ou plus espacées et plus profondes. Lorsque la lime avait acquis la bonne forme, on la trempait classiquement pour augmenter sa dureté et donc son pouvoir d'usinage de matériaux tels que les bois ou même les aciers (de préférence non trempés) (image ci-contre datant d’avant 1505).

## Utilisation
En fabrication, les limes permettent de peaufiner le travail des machines.
Les serruriers, les ajusteurs et les armuriers utilisent couramment des limes pour effectuer des travaux d'adaptation des pièces à la demande, surtout lors des opérations de maintenance (réparation et mise à niveau des équipements).

## Types de limes
Les limes peuvent être classées en quatre catégories correspondant à quatre types de travaux :
- Dégrossisseuse, elles permettent un travail grossier et rapide, d'ébauche.
- Moyennes, pour effectuer le gros du travail.
- Finisseuses, elles sont utilisées uniquement pour parfaire le travail.
- Aiguilles, de petite taille, elles permettent de travailler l'ajustage de petites pièces ou dans les petits recoins.

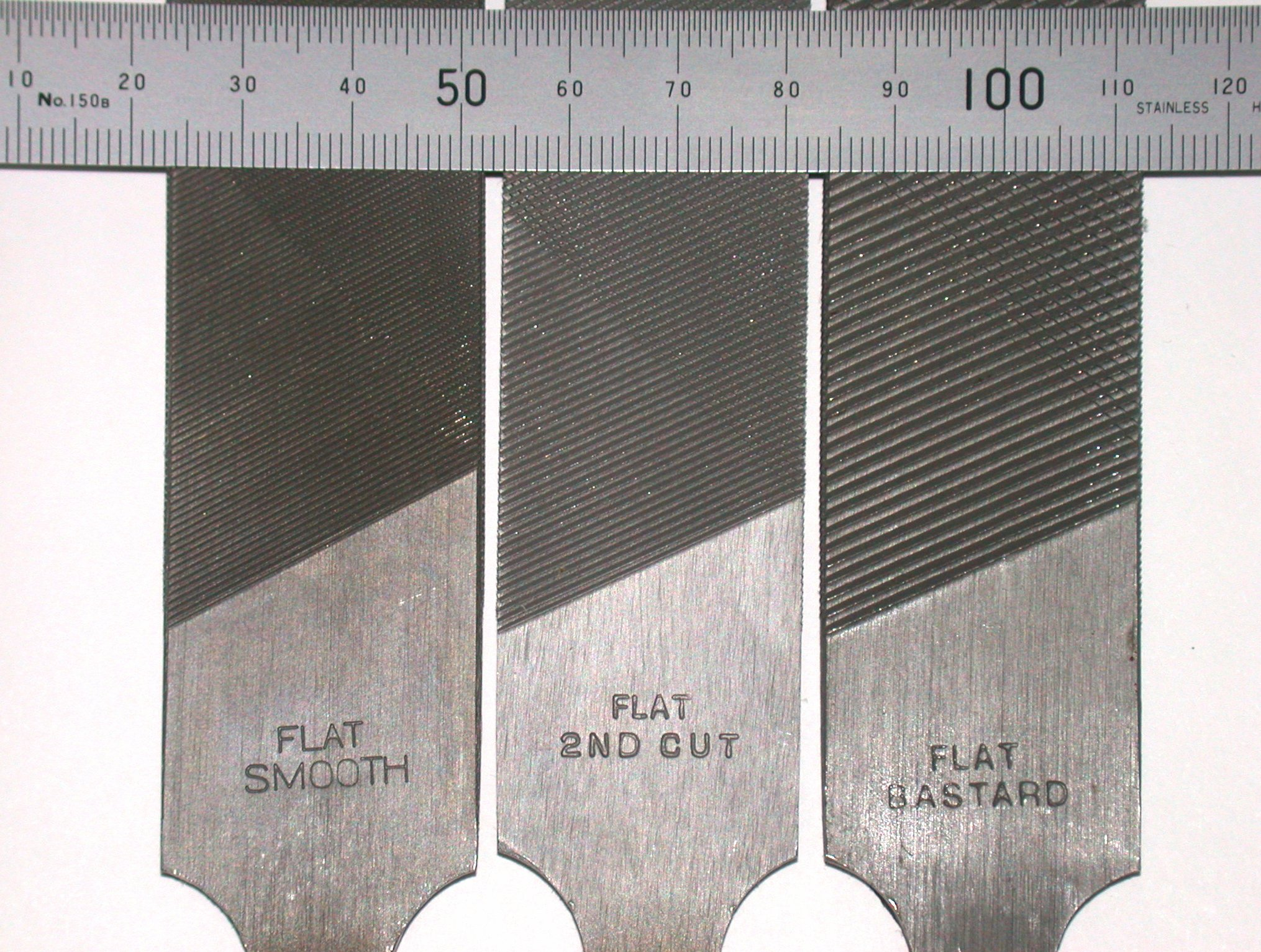
?
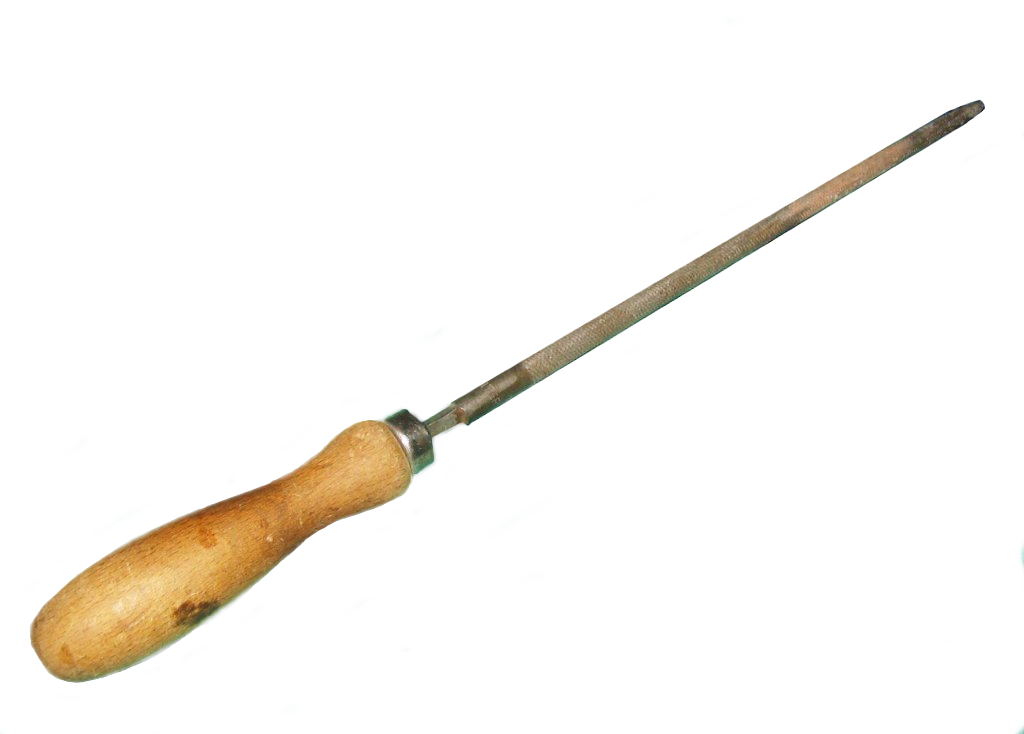
« Queue de rat ».
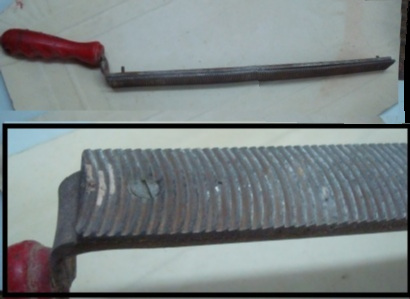
Lime de carrossier.
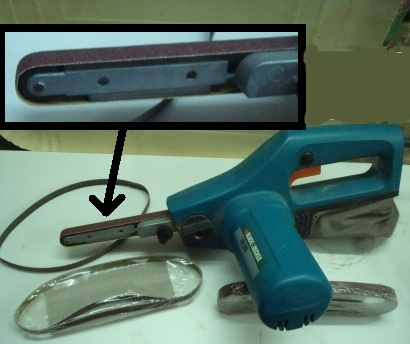
Lime électrique.

## Différentes formes
Elles peuvent être classées par leur forme :

### Plate
Une lime plate est de section rectangulaire avec une hauteur d'environ 1/5 de la largeur. Seules les faces correspondant aux largeurs sont équipés d'une râpe.
La lime est bâtarde quand elle possède 10 dents/cm.

### Carrée
Une lime carrée est de section carrée. Toutes les faces sont équipées d'une râpe.

### Demi-ronde
Une lime demi-ronde possède une section en  arc de cercle, la face courbe comme la face plate sont équipées de râpes.

### Ronde
La section d'une lime ronde est un disque allant en s'amincissant vers l'extrémité opposée au manche.

### Queue de rat
Le terme « queue de rat » désigne une lime de finition de section ronde. Son nom vient de sa forme et de son aspect de surface qui rappellent fortement une queue de rat.

### Tiers-point

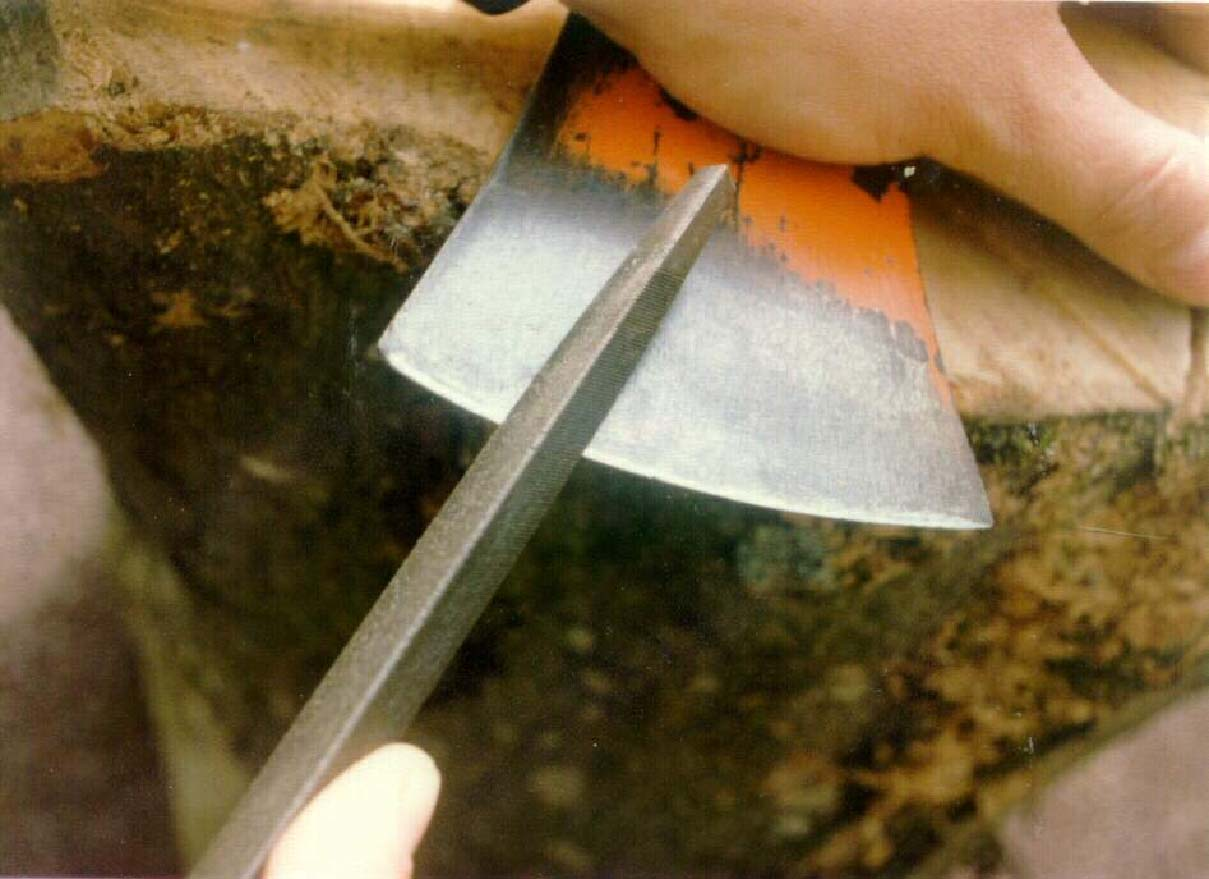
Lime tiers point, affûtage d'une hachette.

La lime tiers-point est de section triangulaire. Elle est utilisée par exemple pour l'affûtage des scies.

### Joindresse
La lime joindresse est une lime utilisée essentiellement en armurerie, de section trapézoïdale (trapèze isocèle), disposant d'une seule face équipée d'une râpe (grande base du trapèze).
Elle sert a travailler les queues d'arondes.